# Towarzystwo Gimnastyczne „Sokół” w Jarosławiu

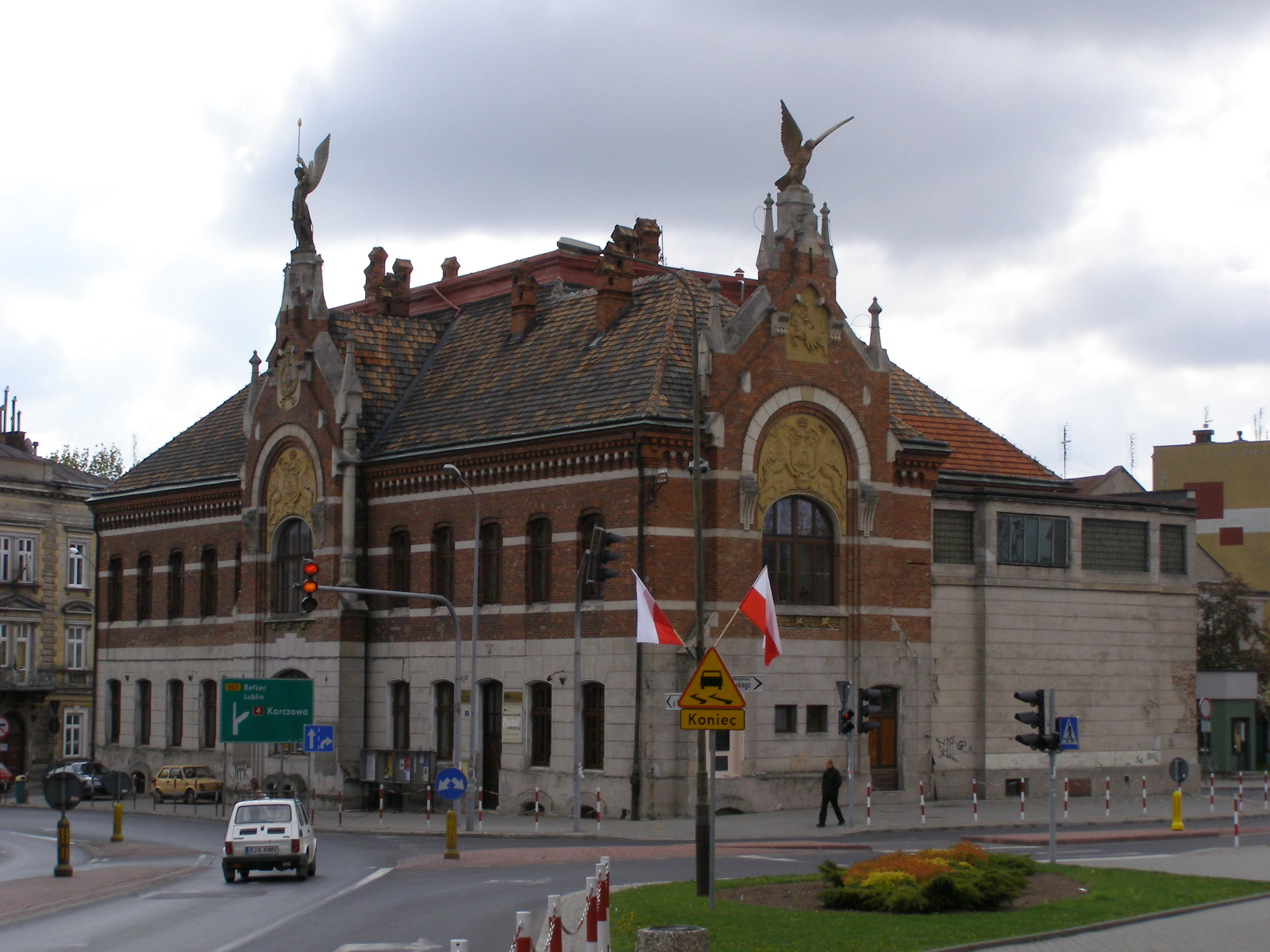
Budynek Towarzystwa Gimnastycznego „Sokół”, obecnie siedziba Miejskiego Domu Kultury

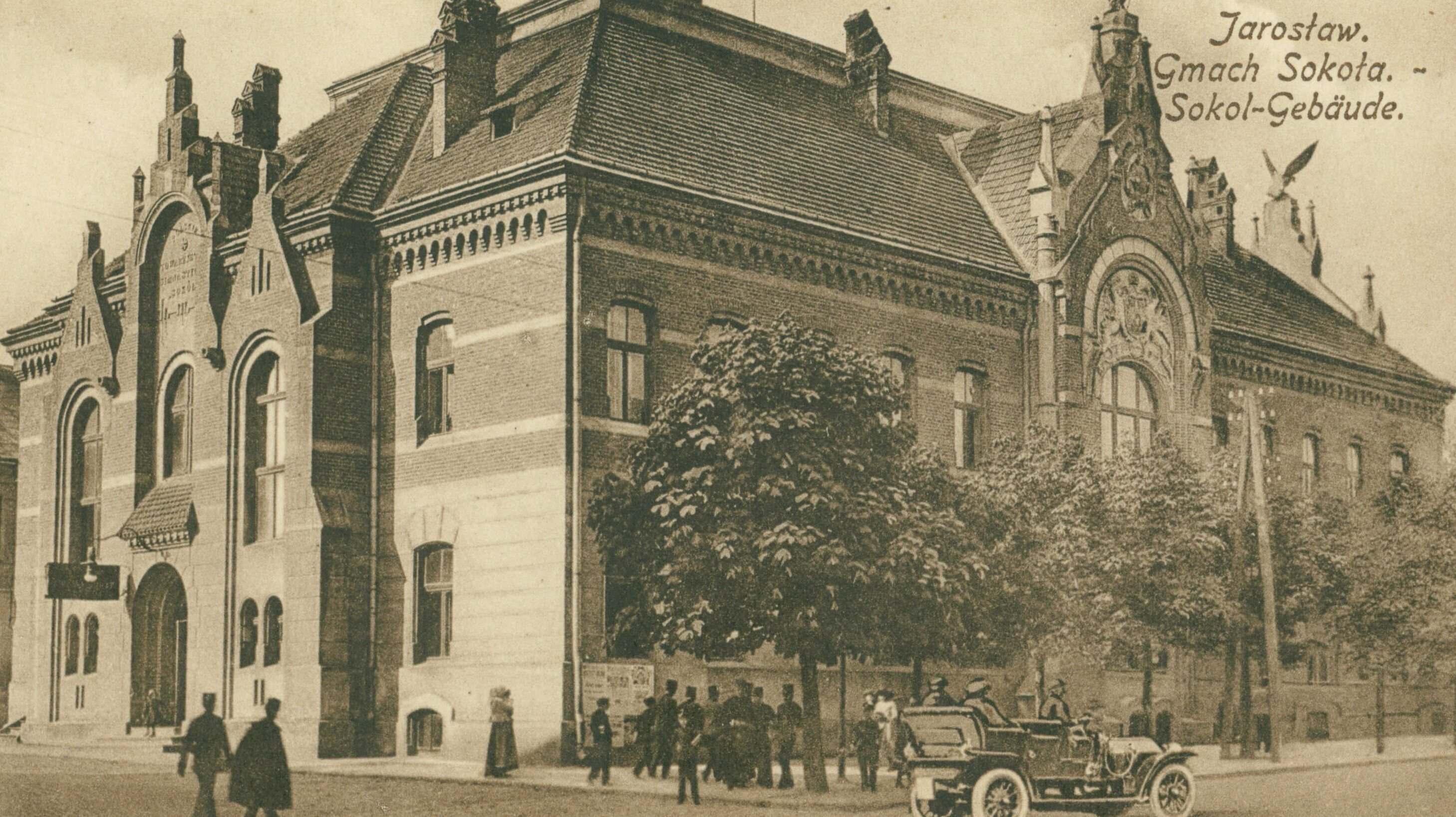
Gmach „Sokoła”, około 1915

Towarzystwo Gimnastyczne ,,Sokół’’ w Jarosławiu powstało 20 marca 1889. Celem towarzystwa było podniesienie sprawności fizycznej społeczeństwa polskiego i umacnianie w nim ducha narodowego. Cenzusem było posiadanie obywatelstwa polskiego i bycie osobą pełnoletnią. W 1892 rozpoczęto starania o budowę własnej siedziby.
W 1898 powołano Komisję Budowy Gmachu, w skład której weszli: dr Władysław Grabowski, dr Adolf Dietzius, dr Władysław Jahl i inżynier miejski – Stanisław Pobóg Rutkowski. W 1900 budynek był już gotowy. W 1910 wybrano nowy Zarząd. Z chwilą wybuchu I wojny światowej został Powiatowy Komitet Narodowy w skład którego wszedł Kazimierz Missona. W sierpniu 1914 zorganizowano oddział zbrojny złożony z członków polowych drużyn sokolich z Jarosławia, Pruchnika, Radymna i Sieniawy, który pod kierunkiem Serafina Dobrzańskiego, Leopolda Leichfrieda i Batyckiego odbywał szkolenia z członkami Drużyn Bartoszowych z: Jarosławia, Bystrowic, Muniny, Rokietnicy, Skołoszowa i Tuczemp.
W 1921 roku doszło do zjednoczenia sokolstwa z trzech zaborów. Powstał Związek Towarzystw Gimnastycznych "Sokół" w Polsce. Wszystkie Towarzystwa podzielono na Okręgi, które łączyły się w Dzielnice. Towarzystwo Gimnastyczne w Jarosławiu znalazło się w dzielnicy małopolskiej i stało na czele okręgu I jarosławskiego. 
Miały tu też siedziby drużyny harcerskie – męska, kierowana przez Kazimierza Skarbowskiego, i żeńska, kierowana przez Kazimierę Wodzińską. W 1923 roku zapadła decyzja budowy stadionu. 25 maja 1925 roku odbyło się otwarcie i poświęcenie stadionu „Sokoła”.
Towarzystwo odegrało dużą rolę w życiu narodowym i kulturowym Jarosławia. W 1929 zawiązał się stały amatorski zespół teatralny pod nazwą ,,Koło dramatyczne’’ kierowane przez druha Stanisława Tadeusza Zielińskiego, a po jego odejściu przez Z. Nowasa.
W 1947 nastąpił likwidacja Towarzystwa Gimnastycznego „Sokół”.

## Prezesi i zarząd
- Andrzej Maj (20 marca 1899–1890)
  - Edmund Grzębski – zastępca prezesa
  - Ernest Ganther – sekretarz
  - Michał Młynarkiewicz – skarbnik
  - Józef Krasicki – gospodarz
  - Ernest Ganther – naczelnik
- dr Władysław Grabowski (1891–1909)
  - Jan Meissner (do 1892, Władysław Młynarski (do 1893), Józef Rohm (od 1893), Jan Decowski (do 1897), Ernest Ganther (1899–1900), dr Adolf Dietzius (1899–1903), Marian Julian Fontana (1903–1904), Ignacy Rychlik (do 1906), Ernest Ganther (od 1906), Jacek Przemysław Olech Zieliński (od 1908) – zastępca prezesa
  - Ernest Ganther (1904–1905), Ferdynand Herzog (do 1906), Jacek Przemysław Olech Zieliński (od 1906), Bolesław Bronikowski (od 1908), Stanisław Gurgul – II zastępca prezesa
  - Marian Herman, Erazm Drozdowski (do 1907), Kazimierz Missona (od 1908), Zygmunt Drath – sekretarz
  - Stanisław Staszewski – zastępca sekretarza
  - Bronisław Wodziński – skarbnik
  - Kazimierz Kotłowski (do 1906) – gospodarz
  - Jan Bigo – zastępca gospodarza (od 1893), Leopold Leichfried (od 1909)
  - Ernest Ganther, Jan Koim – naczelnik
- Bronisław Bronikowski (1909)
  - Roman Czuderna (od 1908) – I zastępca prezesa
  - Jacek Przemysław Olech Zieliński – II zastępca prezesa
  - Zygmunt Drath – sekretarz
  - Stanisław Staszewski – zastępca sekretarza
  - Bronisław Wodziński – skarbnik
  - Kazimierz Kotłowski (do 1906) – gospodarz
  - Leopold Leichfried – zastępca gospodarza
  - Jan Koim – naczelnik
- dr Władysław Grabowski (1909–1910)
  - Jacek Przemysław Olech Zieliński – I zastępca prezesa
  - Stanisław Gurgul – II zastępca prezesa
  - Zygmunt Drath – sekretarz
  - Stanisław Staszewski – zastępca sekretarza
  - Bronisław Wodziński – skarbnik
  - Zygmunt Gutwiński – gospodarz
  - Leopold Leichfried – zastępca gospodarza
  - Kazimierz Behm – naczelnik
- Kazimierz Missona (1910–grudzień1915)
  - Bolesław Wodziński (do 1912) – I zastępca prezesa
  - Stanisław Gurgul, Andrzej Wondaś – II zastępca prezesa
  - Marian Hermann, Zdzisław Grabowski – sekretarz
  - Stanisław Wilk – zastępca sekretarza
  - Bronisław Wodziński – skarbnik
  - Bolesław Koitzan, Zygmunt Gutowski – zastępca skarbnika
  - Zygmunt Gutwiński – gospodarz
  - Leopold Leichfried – zastępca gospodarza
  - Kazimierz Behm – naczelnik
- Jacek Przemysław Olech Zieliński (13 dni grudnia 1915)
  - Andrzej Wondaś – II zastępca prezesa
  - Paweł Turkowski – sekretarz
  - Stanisław Wilk – zastępca sekretarza
  - Bronisław Wodziński – skarbnik
  - Zygmunt Gutowski – zastępca sekretarza
- Józef Starzewski (1915–1916)
  - Andrzej Wondaś – II zastępca prezesa
  - Paweł Turkowski – sekretarz
  - Stanisław Wilk – zastępca sekretarza
  - Bronisław Wodziński – skarbnik
  - Zygmunt Gutowski – zastępca sekretarza
- Mieczysław Malinowski (1916–10 maja 1919)
  - Andrzej Wondaś – II zastępca prezesa
  - Paweł Turkowski – sekretarz
  - Stanisław Wilk – zastępca sekretarza
  - Bronisław Wodziński – skarbnik
  - Zygmunt Gutowski – zastępca sekretarza
- Wiktor Ostrowski (10 maja 1919–1923)
  - Andrzej Wondaś – II zastępca prezesa
  - Józef Kaniak – sekretarz
  - Stanisław Wilk – zastępca sekretarza
  - Bronisław Wodziński – skarbnik
  - Zygmunt Gutowski – zastępca sekretarza
- Zdzisław Grabowski (1923–1947)
  - Tadeusz Tenczowski – I wiceprezes
  - Stanisław Piotrowski – II wiceprezes
  - Józef Kaniak – sekretarz
  - Adam Mizerski – zastępca sekretarza